# Homerovo pěvecké kvarteto
Homerovo pěvecké kvarteto (v anglickém originále Homer's Barbershop Quartet) je 1. díl 5. řady (celkem 82.) amerického animovaného seriálu Simpsonovi. Scénář napsal Jeff Martin a díl režíroval Mark Kirkland. V USA měl premiéru dne 30. září 1993 na stanici Fox Broadcasting Company a v Česku byl poprvé vysílán 23. prosince 1994 na stanici ČT1.

## Děj
Na springfieldském trhu si Bart a Líza všimnou Homera na obalu LP desky. Homer vypráví příběh o tom, jak on, ředitel Skinner, Barney a Apu nahráli v roce 1985 album kvarteta, které je katapultovalo k národní slávě. 
V roce 1985 se Homer, Skinner, Apu a šéf Wiggum každý večer baví ve Vočkově hospodě, která se tehdy jmenovala Vočkova jeskyně. Agent jménem Nigel jim nabídne, že je bude zastupovat, ale jen pod podmínkou, že nahradí Wigguma. Homer to udělá tak, že ho nechá na kraji cesty v lese. Uspořádají konkurz na čtvrtého člena, ale nemají štěstí, dokud na pánském záchodě neuslyší Barneyho krásný irský tenorový hlas. Po prvním vystoupení ve čtveřici se rozhodnou pojmenovat se The Be-Sharps. 
Zpět v současnosti jedou Simpsonovi domů z trhu. Homer se chlubí, že na tam prodal náhradní pneumatiku svého auta, když v tom jim jedna z pneumatik praskne. Zatímco Marge jde dvanáct mil k nejbližší čerpací stanici pro novou pneumatiku, Homer pokračuje ve vyprávění. 
Homer nemá jako skladatel mnoho štěstí, dokud si Marge nekoupí samolepku na auto s nápisem „Dítě v autě“, což Homera inspiruje k napsání písně s tímto názvem. Píseň „Baby on board“ se objeví na prvním albu skupiny Meet the Be-Sharps a stane se hitem. V roce 1986 vystupují Be Sharps na oslavách stého výročí Sochy svobody a získávají cenu Grammy za vynikající album roku v kategorii soul, mluvené slovo nebo barbershop. Na ceremoniálu se Barney setkává se svým hrdinou Davidem Crosbym a Homer s Georgem Harrisonem z The Beatles, který ho nasměruje k talíři plnému koláčků. Ten večer Homer zavolá domů, aby si promluvil s Lízou a Marge, a uvědomí si, jak moc jim chybí. Zklamaně odevzdá svou sošku ceny jako spropitné poslíčkovi, který ji podobně odhodí. 
Simpsonovi jsou zpátky doma, kde Homer prochází zboží Be-Sharps, včetně krabiček na svačinu, hrnků a plakátů, a také jejich druhé album Bigger than Jesus. 
Zatímco sláva Be Sharps roste, Marge má problémy s výchovou dětí sama a postaví repliku Homera pomocí magnetofonu a několika předmětů z domácnosti. Ve skupině dochází k tvůrčím sporům, když se Barney zamiluje do japonské konceptuální umělkyně, jež je odvádí od jejich holičských kořenů. Nakonec se v jednom z čísel časopisu Us objeví poznámka, že skupina není dobrá, a tak se rozpadne. Skinner se vrací do Springfieldské základní školy, Apu ke své práci v Kwik-E-Martu, Barney bere svou přítelkyni k Vočkovi a Homer se vrací do Springfieldské jaderné elektrárny, kde jeho místo dočasně zastávala slepice. 
Děti se diví, proč je to poprvé, co slyší příběh o Homerově 5,5 týdnech v roli nejprodávanějšího umělce, ale Homer je uklidní, aniž by na jejich otázky odpověděl. Ten večer se skupina znovu sejde, aby na střeše Vočkovy hospody zahrála píseň „Baby on Board“. Kolemjdoucí se zastavují a poslouchají jejich comebackový koncert, včetně Harrisona, jenž pohrdavě poznamená: „To už tu bylo.“.

## Produkce
Jeden ze scenáristů Simpsonových navrhl, že by měli vytvořit epizodu, která by se zaměřila na Homera v kvartetu a „velkou parodii na Beatles“. Epizodu napsal Jeff Martin, jenž byl „obsedantním“ fanouškem Beatles, takže byl „přirozeným autorem“ dílu. Díl režíroval Mark Kirkland, „obrovský“ fanoušek The Beatles, který zajistil, aby odkazy na The Beatles byly přesné. Kirkland si režírování dílu užíval, protože na rozdíl od jiných epizod, které režíroval, neměl s animací Homerova pěveckého kvarteta žádné problémy. Animátoři rádi vytvářeli gagy s The Beatles a užívali si hudbu. Poté, co animátoři synchronizovali zvukovou stopu, hudbu a animaci, se do ní „prostě zamilovali“. Bavila je také práce na choreografii Be Sharps a snaha sladit pohyby postav s hudbou. Inspirovali se filmem Let It Be o skupině The Beatles, včetně záběrů na kapelu v nahrávacím studiu, kde se rozhodnou rozpadnout. Kirkland byl toho mínění, že by v animaci epizody bylo něco „velkolepého“, ale on a jeho animační tým si práci na ní „prostě užili“.
V jedné scéně epizody vidí Líza muže, který prodává originální panenku Malibu Stacy z roku 1958, která má velká špičatá prsa. Muž, kterému štáb seriálu přezdívá „Wiseguy“, Líze řekne, že „panenku stáhli z trhu poté, co jí nějaké dítě vypíchlo obě oči“. Tento vtip dostal cenzorskou poznámku od cenzorů stanice Fox, protože si takové vtipy v pořadu nepřáli, ale producenti poznámku ignorovali a vtip se v epizodě objevil.
Pěvecké hlasy The Be Sharps obstarali čtyři členové The Dapper Dans, kvarteta, jež vystupuje v Disneylandu v Anaheimu v Kalifornii. Před prací na epizodě Martin viděl jedno z vystoupení kvarteta a líbilo se mu. Když začala produkce dílu, kontaktoval kvarteto a to souhlasilo s hostováním v dílu. Zpěv The Dapper Dans se prolínal s hlasy normálních herců, často melodii zpíval normální herec a The Dapper Dans mu sekundovali.
George Harrison v epizodě hostuje jako on sám. Byl druhým členem The Beatles po Ringo Starrovi (ve dílu Síla talentu), jenž se v Simpsonových objevil. Když Harrison dorazil do nahrávacího studia v západním Los Angeles, aby nahrál své repliky, castingový režisér řekl tvůrcům epizody Al Jeanovi a Mikeu Reissovi, že Harrison přijde a že o tom nesmějí nikomu říct, protože to má být pro štáb tajemství. Jean, Reiss a tvůrce seriálu Matt Groening šli za Harrisonem do studia, a když se vrátili do scenáristické místnosti, Groening řekl: „Hádejte, koho jsem právě potkal! George Harrison!“, aniž by věděl, že to má být tajemství. Harrison dorazil do studia sám bez doprovodu a ochranky. Groening vzpomíná, že Harrison byl „dost zachmuřený“, a když se ho zaměstnanci ptali na otázky týkající se The Beatles, nebyl nadšený. Když se však Groening Harrisona zeptal na album Wonderwall Music, náhle „zjihl“, protože to bylo jedno z jeho sólových alb, na které se ho ptali jen zřídka. Harrisonovo hostování bylo jedním z Groeningových oblíbených, protože byl na štáb „velmi milý“. Jean řekl, že jeho vystoupení bylo „obrovským vzrušením“. V epizodě hostuje také David Crosby, který ztvárnil sám sebe a objevil se ve scéně, v níž předává cenu Grammy skupině Be Sharps.
Homerovo pěvecké kvarteto bylo zadrženou epizodou z produkční linky 4. řady. Bylo vybráno k odvysílání jako premiérová epizoda 5. série, protože v ní hostoval Harrison. Vedení stanice Fox chtělo premiéru spojit s epizodou Conana O'Briena Homer jde studovat kvůli její parodii na komediální film Zvěřinec časopisu National Lampoon z roku 1978, ale scenáristé měli pocit, že Homerovo pěvecké kvarteto bude lepší volbou kvůli Harrisonově účasti. Epizoda byla původně vysílána na stanici Fox ve Spojených státech 30. září 1993. Byla zařazena do video kolekce vybraných epizod s hudební tematikou z roku 2002 s názvem The Simpsons: Backstage Pass. Díl byl také zařazen do DVD sady The Simpsons season five, jež vyšla 21. prosince 2004.

## Kulturní odkazy
V epizodě se objevují četné odkazy na The Beatles. Jejich první album Meet the Be Sharps je parodií na album Meet the Beatles! Vočkova hospoda (Moe's Tavern) se přejmenuje na Vočkovu jeskyni (Moe's Cavern), což je odkaz na liverpoolský klub Cavern, kde The Beatles na začátku 60. let často vystupovali. Šéf Wiggum vyhozený z kapely zrcadlí Petea Besta, prvního člena The Beatles, kterého nahradil Ringo Starr. Obal alba Bigger Than Jesus, druhého alba skupiny Be Sharps, zobrazuje skupinu kráčející po vodě a je vizuální parodií na výtvarnou podobu alba Beatles Abbey Road. Na konci epizody je odhalen zadní obal alba, na kterém je Homer na rozdíl od zbytku kapely vidět odvrácený od kamery. Jedná se o parodii na zadní stranu LP desky Sgt. Pepper's Lonely Hearts Club Band, na které je ve stejné pozici Paul McCartney. Barneyho japonská přítelkyně, která je konceptuální umělkyní, je parodií na Yoko Ono. V jejich písni se opakuje věta „Number 8“ a Barneyho říhnutí, což je odkaz na „Revolution 9“ od The Beatles. Zatímco Barney hraje píseň skupině, jsou členové vidět, jak stojí tak, že připomínají fotografii The Beatles ve studiu s Yoko Ono. Vystoupení skupiny na střeše Vočkovy hospody na konci epizody je parodií na improvizovaný koncert The Beatles na střeše Apple Corps během nahrávání jejich alba Get Back v roce 1969. Kromě toho mají Be Sharps během scény koncertu na střeše stejné oblečení jako The Beatles. Po vystoupení Homer parafrázuje citát Johna Lennona ze závěru tohoto vystoupení Beatles. Barney je oblečen v hnědém kožichu (John), Homer v jasně červeném kabátě (Ringo), Skinner v černém obleku (Paul) a Apu v černém mongolském beránčím kožichu se zelenými kalhotami (George).
Na trhu starosta Quimby říká: „Ich bin ein Springfield Swap Mseet Patron“, což je parodie na slavný citát Johna F. Kennedyho z dob studené války. Homer si prohlíží krabici s předměty, které stojí po pěti centech. Patří mezi ně Deklarace nezávislosti Spojených států, výtisk Action Comics #1, kompletní blok poštovních známek s chybným otiskem Inverted Jenny a Stradivariho housle. Ředitel Skinner si vyzkouší masku bývalého vietnamského vězně s číslem 24601, pozoruhodným jako vězeňské číslo Jeana Valjeana v Bídnících. Homer koupí dědečkovi růžový Cadillac, stejně jako to udělal Elvis Presley pro svou matku. Jedním z nočních televizních pořadů, které šéf Wiggum sleduje, je Johnny Carson předvádějící svůj výstup Carnaca the Magnificenta. Homer se zmíní, že v roce 1985 odešel Joe Piscopo ze skečové show NBC Saturday Night Live. Vočko prodává na trhu ústřicové mušle, které připomínají Lucille Ballovou. Na slavnostním předávání cen Grammy jsou na recepci po předávání cen Spinal Tap, Aerosmith, Michael Jackson (Leon Kompowsky) a George Harrison a v publiku MC Hammer. Když si Bart a Líza prohlížejí LP desky na výměnném trhu, najdou nahrávku „Yankee Doodle“ od Melvin and The Squirrels, skupiny, která si utahuje z Alvina a Chipmunků. Když B-Sharps hrají „Goodbye, My Coney Island Baby“ vedle Sochy svobody, účastní se ceremoniálu prezident Ronald Reagan a jeho žena Nancy Reaganová.

## Přijetí

### Kritika
DVD Verdict udělil epizodě známku A. Colin Jacobson z DVD Movie Guide je toho mínění, že epizoda řadu „zahajuje s úžasným třeskem“. Ocenil, že díl paroduje směsici témat a dokáže je spojit do uceleného příběhu. Jacobson poznamenal, že epizoda se zaměřila na parodování beatlemánie, a pochválil cameo George Harrisona jako „pravděpodobně nejlepší“ cameo The Beatles v seriálu.
DVD Talk dílu udělil hodnocení 5 z 5 a pochválil „čtyřdílnou harmonii veselosti“ a také odkazy na popkulturní ikony „přesně na míru“.
TV DVD Reviews komentoval, že díl „trefil všechny správné noty“, a byl spokojen s Harrisonovým cameem.
Přestože epizoda byla „pozůstatkem z předchozí řady“, deník The Washington Post ocenil humor epizody slovy: „Koho to zajímá? Je to vtipné.“.
Deník Courier-Mail považoval Homerovo pěvecké kvarteto za zábavné.
List Sunday Tasmanian tvrdil, že seriál dosáhl svého vrcholu s díly 5. řady, jako je Homerovo pěvecké kvarteto, a označil epizodu za „prvotřídní nabídku“.
Ačkoli ocenil příběh a využití hlavních postav, Current Film nebyl dílem nadšen a tvrdil, že nebyl důsledně vtipný.
The Age označil epizodu Homerovo pěvecké kvarteto za příšernou, se „slabou, nevtipnou parodií na The Beatles“, a obvinil z toho změnu scenáristů seriálu před napsáním dílu.
IGN zařadil vystoupení The Beatles v seriálu Simpsonovi – v epizodách jako Líza vegetariánkou, Síla talentu a Homerovo pěvecké kvarteto – na 10. místo svého seznamu 25 nejlepších hostujících vystoupení v Simpsonových. Toronto Star zařadil skupinu na páté místo seznamu 11 nejlepších cameí v Simpsonových. Andrew Martin z Prefix Mag označil Harrisona za svého čtvrtého nejoblíbenějšího hudebního hosta v Simpsonových ze seznamu deseti.

### Sledovanost a odkaz
V původním americkém vysílání se Homerovo pěvecké kvarteto umístilo na 30. místě ve sledovanosti v týdnu od 27. září do 3. října 1993 s ratingem Nielsenu 12,7, díl sledovalo 11 963 400 domácností.
Koktejl, který si v této epizodě objedná Barneyho přítelkyně – „jediná švestka, plovoucí v parfému, podávaná v pánském klobouku“ –, byl v roce 2016 vytvořen islandským umělcem Ragnarem Kjartanssonem v rámci výstavy One More Story v Muzeu umění v Reykjavíku, jejíž kurátorkou byla Yoko Ono.